# Nuevo Quiamoloapan
Nuevo Quiamoloapan är en ort i Mexiko.   Den ligger i kommunen Acayucan och delstaten Veracruz, i den sydöstra delen av landet, 500 km öster om huvudstaden Mexico City. Nuevo Quiamoloapan ligger 190 meter över havet och antalet invånare är 219.
Terrängen runt Nuevo Quiamoloapan är platt söderut, men norrut är den kuperad. Runt Nuevo Quiamoloapan är det ganska tätbefolkat, med 72 invånare per kvadratkilometer. Närmaste större samhälle är Mecayapan, 19,9 km nordost om Nuevo Quiamoloapan. Omgivningarna runt Nuevo Quiamoloapan är en mosaik av jordbruksmark och naturlig växtlighet.